# Rudice (ort i Bosnien och Hercegovina)
Rudice är en ort i Bosnien och Hercegovina.   Den ligger i entiteten Republika Srpska, i den nordvästra delen av landet, 200 km nordväst om huvudstaden Sarajevo. Rudice ligger 128 meter över havet och antalet invånare är 648.
Terrängen runt Rudice är varierad. Rudice ligger nere i en dal. Närmaste större samhälle är Bosanski Novi, 5,8 km norr om Rudice. 
Omgivningarna runt Rudice är en mosaik av jordbruksmark och naturlig växtlighet. Runt Rudice är det ganska tätbefolkat, med 67 invånare per kvadratkilometer.